# Paul Montavon
Paul Montavon (Courgenay, 27 maart 1904 – aldaar, 20 maart 1975) was een Zwitsers componist, dirigent en pianist. Hij was een zoon van de horlogemaker en hotelier Gustave Montavon en zijn echtgenote Lucine Laville.

## Levensloop
Montavon werd opgeleid op het Collège Saint-Charles en later op de École cantonale de Porrentruy. Hij studeerde piano aan de Muziekacademie Bazel in Bazel en behaalde zijn virtuozendiploma in 1929. Hij werd "maître de musique et de chant" genoemd aan de kantonnale school in Porrentruy en later rond 10 jaar aan de "École normale des instituteurs". Hij was eveneens instructeur voor koperblaasinstrumenten en HaFa-directie van de Fédération jurassienne de musique. Vanaf 1929 was hij dirigent van de Fanfare municipale de Courgenay en later van de Fanfare municipale de Porrentruy alsook van het strijkorkest van Porrentruy. Vanaf 1939 was hij ook dirigent van een kamerkoor in Porrentruy, die zich op het oude Zwitserse liedgoed focusseerde.
Als componist schreef hij talrijke werken voor fanfare, maar ook voor koren en zelfs een operette. Zijn manuscripten worden bewaard in het archief van het kanton Jura (Archives de la République et Canton du Jura).
In 1933 huwde hij met Marie-Thérèse Hüsser.

## Trivia
In de gemeente Gourgenay is een straat naar hem genoemd, de Rue Paul-Montavon.

## Composities

### Werken voor harmonie- en fanfareorkest
- 1930 Fantasie Burlesque
- 1939 Salut à l’Ajoie!, mars (gecomponeerd voor muziekfeest van het Kanton Jura in 1939)
- 1966 Hymne (gecomponeerd voor het Eidgenössische Musikfest in 1966)
- Cloches claires
- Feu Vert (Grünes Licht), mars[1]
- Marche Jurasienne
- Si mon village m'était conté - tekst: Victor Erard

### Muziektheater

#### Operette
- Le masque et la Rose[2]

## Referentie
1. ↑  Grünes Licht / Feu Vert
2. ↑  Zie de korte biografie in de beschrijving van de Rue Paul-Montavon op de internetpagina van Administration communale, 2950 Courgenay